# Harvey Girls
Harvey Girls, amerikansk långfilm från 1946 i regi av George Sidney

## Handling
Filmen bygger på en roman av Samuel Hopkins Adams som handlar om Fred Harvey, som byggde upp en kedja av järnvägshotell i USA. När Harvey öppnar restaurang i västernstaden Sandrock hoppas man att de unga servitriserna som rekryteras dit ska ha en lugnande inverkan på stadens kofösare. Lugn och ro är dock inte Ned Trent, ägare till saloonen Alhambra, intresserad av. Han och hans glädjeflickor ser till att sätta krokben för restaurangen och de unga servitriserna där på alla möjliga sätt. 

## Om filmen
Redan 1942 hade producenten Bernie Hyman köpt rättigheterna till en filmatisering och hade då tänkt att ge huvudrollen till Lana Turner. Hyman avled dock men producenten Roger Edens ville filmatisera manuskriptet och göra den till en lika stor succé på bioduken som musikalen Oklahoma! hade betytt för teatern. Exekutive producenten Arthur Freed som redan producerat flera filmer med Judy Garland gav henne huvudrollen. Sammanlagt var åtta manusförfattare inblandade i arbetet, fem av dem krediteras i förtexterna.
Inspelningen började den 12 januari 1945 och avslutades 5 juni 1945. Budgeten låg på 2,5 miljoner dollar och den spelade in 5,2 miljoner på biograferna.
Filmen vann en Oscar för bästa originalmusik, priset gavs till Harry Warren och Johnny Mercer för låten on the Atchison, Topeka and Santa Fe.
Filmen hade svensk premiär den 16 september 1946.

## Medverkande
- Judy Garland - Susan Bradley, servitris
- John Hodiak - Ned Trent, saloonägare
- Angela Lansbury, Em, glädjeflicka på Alhambra
- Virginia O'Brien - Alma, servitris
- Ray Bolger - Chris Maule
- Cyd Charisse - Deborah

### Fotnoter
1. ↑  Shipman (1992), s. 192-193
2. ↑  Shipman (1992), s. 195